# Reuzenkieuwworm
De reuzenkieuwworm (Branchiura sowerbyi) is een ringworm uit de familie van de Naididae. De wetenschappelijke naam van de soort is voor het eerst geldig gepubliceerd in 1892 door Beddard.